# غوتيير غالون
غوتيير غالون (بالفرنسية: Gauthier Gallon)‏ (23 أبريل 1993 بفرنسا - ) هو لاعب كرة قدم فرنسي في مركز حراسة المرمى.

## روابط خارجية
- غوتيير غالون على موقع الاتحاد الأوربي (الإنجليزية)
- غوتيير غالون على موقع قاعدة بيانات كرة القدم.إي يو (الإنجليزية)
- غوتيير غالون على موقع ليكيب (الفرنسية)
- غوتيير غالون على موقع Soccerway.com (الإنجليزية)
- غوتيير غالون على موقع عالم كرة القدم.نت (الإنجليزية)
- غوتيير غالون على موقع AS.com (الإسبانية)